# فخرالدین جی. ابراهیم
فخرالدین جی. ابراهیم (انگلیسی: Fakhruddin G. Ebrahim; ۱۲ فوریهٔ ۱۹۲۸ – ۷ ژانویهٔ ۲۰۲۰) سیاست‌مدار، وکیل و قاضی اهل پاکستان بود. وی از سال ۱۹۸۹ تا ۱۹۹۰ فرماندار ایالت سند بوده‌است.